# Никос Карелис
Николаос Никос Карелис (грч. Νικόλαος Καρέλης; Ираклион, 24. фебруар 1992) је грчки фудбалер. Игра на позицији нападача.

## Каријера
Дебитовао је у саставу Ерготелиса 20. априла 2008. године, на мечу грчке Суперлиге против екипе Шкода Ксанти (2:0). Карелис је тако постао најмлађи фудбалер који је икада играо за Ерготелис у Суперлиги Грчке. Дана 17. априла 2011. Никос је постигао свој први гол за Ерготелис на мечу са Пансераикосом (4:0).
У јулу 2012. потписао је уговор са руским фудбалским клубом Амкар Перм. У пријатељском мечу са пољским Кашубием (4:0), дебитовао је за тим из Перма.
Дана 31. јула 2013. године закључио је четворогодишњи уговор са грчким Панатинаикосом.
Почетком јануара 2016. Карелис је прешао у белгијски Генк. Дебитовао је 15. јануара 2016. против Варегема, а постигао је победнички гол у 88. минуту за победу од 2:1.

## Репрезентација
Карелис је играо за младу репрезентацију Грчке.
За сениорску репрезентацију је дебитовао 2014. године, када је постигао гол против Финске у гостима.
Голови за репрезентацију
Голови Карелиса у дресу са државним грбом на дан 15. април 2018.
| #  | Датум             | Место                        | Противник | Гол | Резултат | Такмичење                                 |
| -- | ----------------- | ---------------------------- | --------- | --- | -------- | ----------------------------------------- |
| 1. | 11. октобар 2014. | Олимпијски стадион, Хелсинки | Финска    | 1:0 | 1:1      | Квалификације за Европско првенство 2016. |
| 2. | 24. март 2016.    | Караискакис, Пиреј           | Црна Гора | 2:1 | 2:1      | Пријатељска утакмица                      |
| 3. | 27. март 2018.    | Лецигрунд, Цирих             | Египат    | 1:0 | 1:0      | Пријатељска утакмица                      |

## Трофеји

### Клуб
Панатинаикос
- Куп Грчке: 2014.